# Кастельветере-ін-Валь-Форторе
Кастельветере-ін-Валь-Форторе (італ. Castelvetere in Val Fortore) — муніципалітет в Італії, у регіоні Кампанія,  провінція Беневенто.
Кастельветере-ін-Валь-Форторе розташоване на відстані близько 210 км на схід від Рима, 90 км на північний схід від Неаполя, 38 км на північ від Беневенто.
Населення — 1269 осіб (2014).
Покровитель — святий Миколай.

## Демографія
Населення за роками:

Станом на 1 січня 2023 року в муніципалітеті офіційно проживали 4 іноземці з 2 країн, серед них 4 громадяни країн Євросоюзу.

## Сусідні муніципалітети
- Базеліче
- Колле-Санніта
- Ричча
- Сан-Бартоломео-ін-Гальдо
- Туфара